# Ophiomyia lappivora
Ophiomyia lappivora este o specie de muște din genul Ophiomyia, familia Agromyzidae. A fost descrisă pentru prima dată de Koizumi în anul 1953. Conform Catalogue of Life specia Ophiomyia lappivora nu are subspecii cunoscute.